# Rue Herman (Bruxelles)
Pour les articles homonymes, voir Rue Herman.
La rue Herman (en néerlandais : Hermanstraat) est une rue bruxelloise de la commune de Schaerbeek qui va de l'avenue Louis Bertrand à la place de Houffalize en passant par la rue Teniers.
La numérotation des habitations va de 1 à 45 pour le côté impair et de 2 à 28 pour le côté pair.

## Origine du nom de la rue
La rue porte le nom d'un ancien bourgmestre (1829-1835) schaerbeekois, Jean-François Herman, né à Bruxelles le 29 janvier 1783 et décédé à Schaerbeek le 30 novembre 1835.

D'autres voies ont reçu le nom d'un ancien bourgmestre schaerbeekois :
- place Colignon
- avenue et place Dailly
- avenue Docteur Dejase
- avenue Raymond Foucart
- rue Geefs
- place Général Meiser
- rue Goossens
- avenue Huart Hamoir
- rue Guillaume Kennis
- rue Ernest Laude
- rue Massaux
- boulevard Auguste Reyers
- rue Van Hove